# GunArena
『GunArena』(ガンアリーナ)は、タイトーとナツメアタリの共同開発の業務向けガンシューティングゲーム。

## 概要
本作は、実際のエアソフトガンを使用してプレイするといった、ガンシューティングゲームとしては変わったルールを採用している。
ゲームモードは、『クラッシャーゲーム』、『ミッションファイト』、『ブルズアイ』、『スコアアタック』、『ゼロワン』、の全5種類があり、それぞれバラエティーさを含めた内容となっている。
NESiCAを使用せず、ゲームの利用規約に同意の上で発行されるメンバーズカードに記されているQRコードを読み込んでプレイするというのも本作の特徴である。
2018年5月26日に本作が発表され、ロケテストを同年6月8日から17日にかけて4店舗で、6月22日から7月1日にかけて別の4店舗でそれぞれ開催。同年12月17日に正式稼働開始した。
2020年には新型筐体『ガンアリーナCE』が稼働開始した(後述)。

## 安全面と年齢制限について
上記の通り、本物のエアソフトガンを使用してプレイするため、BB弾の跳弾防止素材が筐体前面に使われており、プレイしていない場合はBB弾が発射できない等の安全装置が搭載されている。
また、このゲームは未成年者のエアソフトガンの使用により、下手に扱って怪我を負わせたりする危険性もあるため、18歳未満は保護者同伴であってもプレイすることは出来ない。そのため、実質成人向けゲームとして扱われる。
怪我や事故防止のため、上記に記載したようにこのゲームをプレイするうえで必須となるメンバーズカードを発行する際は利用規約に同意する必要がある。

## ガンアリーナCE
2019年11月19日から22日にかけて、アメリカフロリダ州オーランドで開催された「IAAPA Expo 2019」にコイン投入口、BB弾の自動給弾等を追加した新型筐体版『GunArena』が中国UNIS Technologyのブースに出展。「IAAPA Expo」での発表当初は日本での稼働は未定とされていた。
2020年1月7日から10日にかけて開催された「CES 2020」に『On Point』として出展。
同年2月7日から8日にかけて開催された「JAEPO 2020」に『ガンアリーナCE』として出展。同年5月27日に正式稼働を開始した。